# Chiesa di San Francesco da Paola (Oliena)
La chiesa di San Francesco da Paola è un edificio religioso situato ad Oliena, centro abitato della Sardegna centrale. Consacrata al culto cattolico, fa parte della parrocchia di San Ignazio di Loyola, diocesi di Nuoro.

## Storia e descrizione

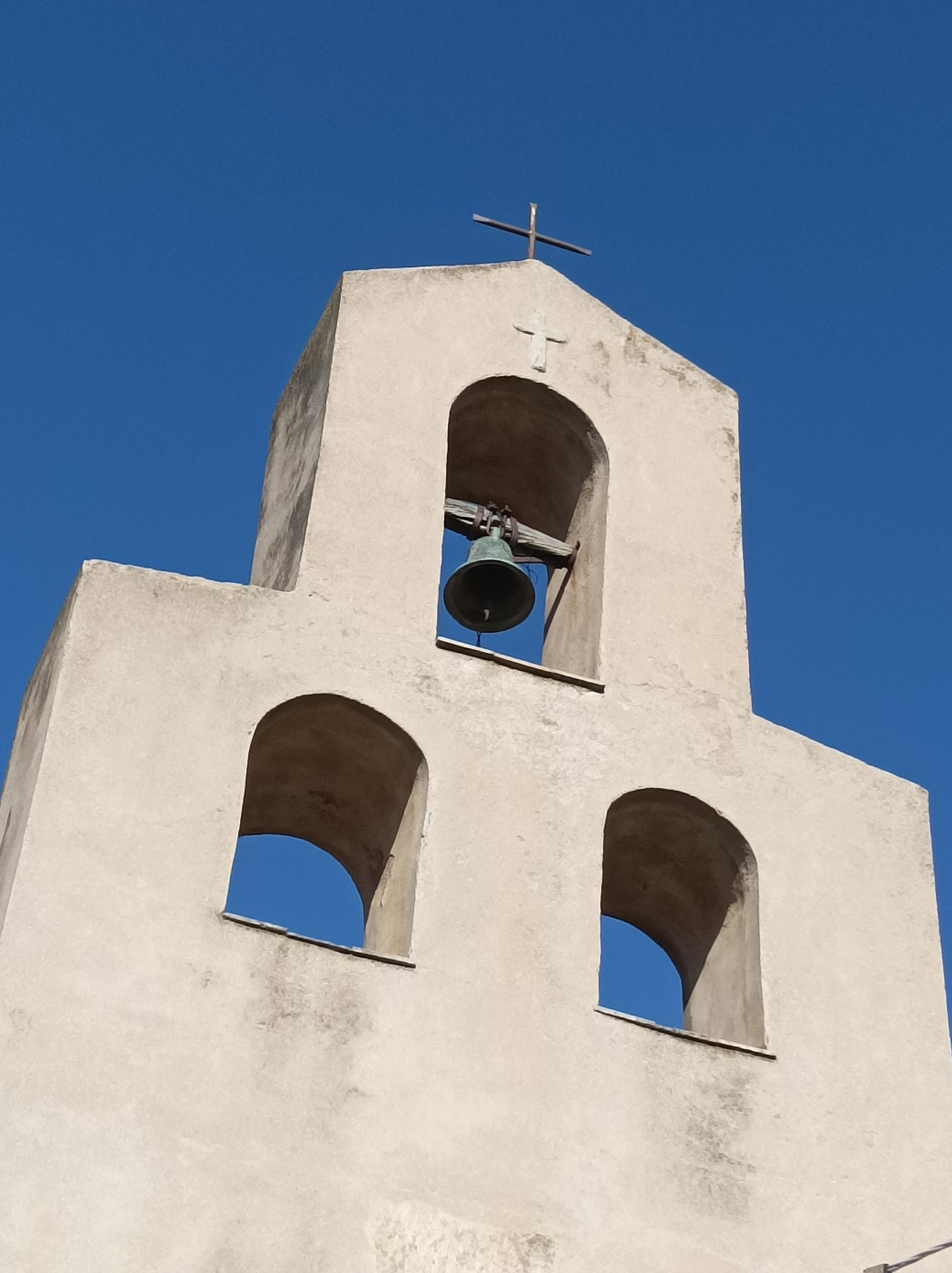
Il campanile a vela

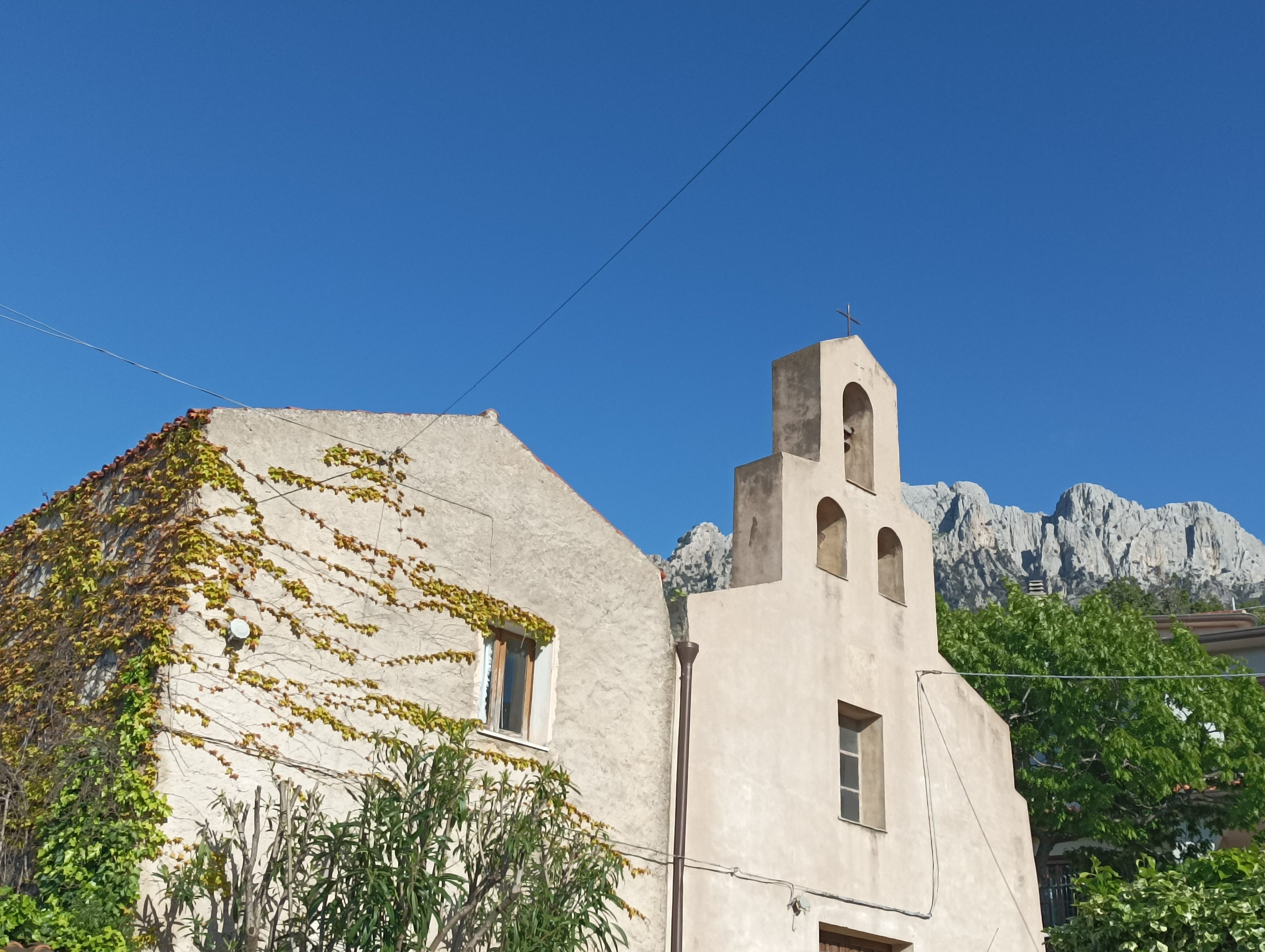
I locali che ospitavano il convento dei Minimi addossati alla chiesa

Edificata tra il 1631 e il 1655, la chiesa è ubicata nelle vicinanze della casa natale di padre Giovanni Antonio Solinas. Si affaccia su una piccola piazza sopraelevata rispetto la superficie stradale. La facciata è molto semplice, sormontata da un campanile a vela con tre fori, restauro recente molto grezzo dell'originale ben più decorato. È costituita da una navata centrale suddivisa da quattro campate separate da archi a sesto acuto. L'altare è in muratura, affiancato da due aperture ad arco che immettono nella zona retrostante. All'ingresso si trova una piccola acquasantiera sormontata da una conchiglia in stucco. Nella cappella che si trova sulla destra sono presenti degli affreschi settecenteschi realizzati dai pittori fonnesi Pietro Antonio e Gregorio Are raffiguranti San Michele Arcangelo, protettore dell'Ordine dei Minimi. È affiancata dai locali che fungevano da convento.